# Алиманов, Владимир Павлович
Влади́мир Па́влович Алима́нов (род. 12 марта 1950) — советский спортсмен, акробат. Чемпион мира 1974 и 1976 годов, победитель Кубка мира 1975 года, чемпион Европы, 3-кратный чемпион СССР по акробатике. Мастер спорта международного класса (1974), Заслуженный мастер спорта СССР (1978).
Занятия спортом начал будучи школьником ещё в Куйбышеве. В 16 лет начал совместные тренировки в паре с Владимиром Назаровым, с которым и выступал на протяжении всей спортивной карьеры. Назаров поступил в Волгоградский институт физической культуры. Алиманов был младше своего партнёра, но переехал в Волгоград и продолжил обучение в школе-интернате. По вечерам они тренировались вместе со студентами. Впоследствии Владимир Алиманов поступил в тот же институт, который окончил в 1971 году.
В конце 1976 года Владимир Алиманов и Владимир Назаров в составе советской делегации гимнастов и акробатов совершили поездку с выступлениями по городам США. Газета «Правда» отмечала, что бесподобный аттракцион акробатов Владимира Назарова и Владимира Алиманова поднял заставил 18 тысяч зрителей подняться с мест и аплодировать спортсменам в течение пяти минут.
В 32 года закончил спортивную карьеру, затем перешёл на работу в цирке, где выступал до 50 лет. После этого занялся подготовкой молодых акробатов в цирковой студии.